# David Romano i Ventura
David Romano i Ventura (Istanbul, 1925 - Barcelona, 12 d'octubre del 2001) fou un historiador i hebraista català.
De família sefardita, de petit va estar a Itàlia i França i finalment es va establir a Barcelona. Va estudiar llengües semítiques a la Universitat de Barcelona, on va tenir com a professors Josep Maria Millàs i Vallicrosa, Joan Vernet i Ginés i Alejandro Díez Macho. Es va llicenciar el 1949 amb premi extraordinari, i el 1951 es va doctorar amb la tesi Aportaciones al estudio de la organización administrativa de la Corona de Aragón en el siglo XIII (La familia Ravaya y su labor como tesoreros y bailes), que va guanyar el Premi Menéndez y Pelayo del CSIC.
De 1953 a 1957 fou secretari de redacció de l'Índice Histórico Español, amb Jaume Vicens i Vives i el 1958 va editar el Tractat d'astrologia de Bartomeu de Tresbens amb Joan Vernet, i la introducció a l'edició de l'Atles Català de 1375.
Des de 1949 fou professor de la Universitat de Barcelona, i des de 1954 hi ensenyà llengua àrab, història d'Israel, història i literatura dels jueus medievals, sobretot de la Corona d'Aragó. De 1962 a 1966 també fou catedràtic d'institut fins que el 1966 va obtenir la càtedra de llengua i literatura italianes. El 1970 fou escollit acadèmic de l'Acadèmia de Bones Lletres de Barcelona i el 1986 fou doctor honoris causa per la Universitat de Sàsser. De 1950 a 1966 va col·laborar amb el CSIC i de 1974 a 1984 fou vocal de l'Institut Milà i Fontanals del CSIC. El 1984 fou escollit acadèmic corresponent de la Reial Acadèmia de la Història.
Els seus estudis versen sobre els jueus de la Corona d'Aragó i la influència de la literatura italiana a la Catalunya del Renaixement, principalment Petrarca i Boccaccio.

## Obres
- Elementos y técnica del trabajo científico (1973)
- Antología del Talmud (1975)
- Judíos al servicio de Pedro el Grande de Aragón 1276-1285 (Barcelona: CSIC 1983)
- De historia judía hispánica (1991)
- La ciència hispanojudía (1992)
- Un texto en aljamía hebraicoárabe (Elche, 1314) Sefarad 29,2 (1969) págs. 313-318